# El libro de la selva
El libro de la selva (en inglés: The Jungle Book), también conocido en español como El libro de las tierras vírgenes y El libro de la jungla, publicado en 1894, es una colección de historias escritas por el inglés nacido en la India Rudyard Kipling (Bombay, 1865-Londres, 1936), el primer escritor británico en ser galardonado con el Premio Nobel de Literatura, en 1907. La historia, que fue inicialmente publicada en revistas entre 1893 y 1894, y que contaba en algunos casos con ilustraciones del padre de Rudyard, John Lockwood Kipling, se basa en cuentos que plantean reflexiones morales y que están protagonizados por niños (uno de ellos con capacidad de hablar con animales), así como también por animales (en su mayoría de la selva india) con las capacidades antropomórficas de razonar y hablar.

## La selva

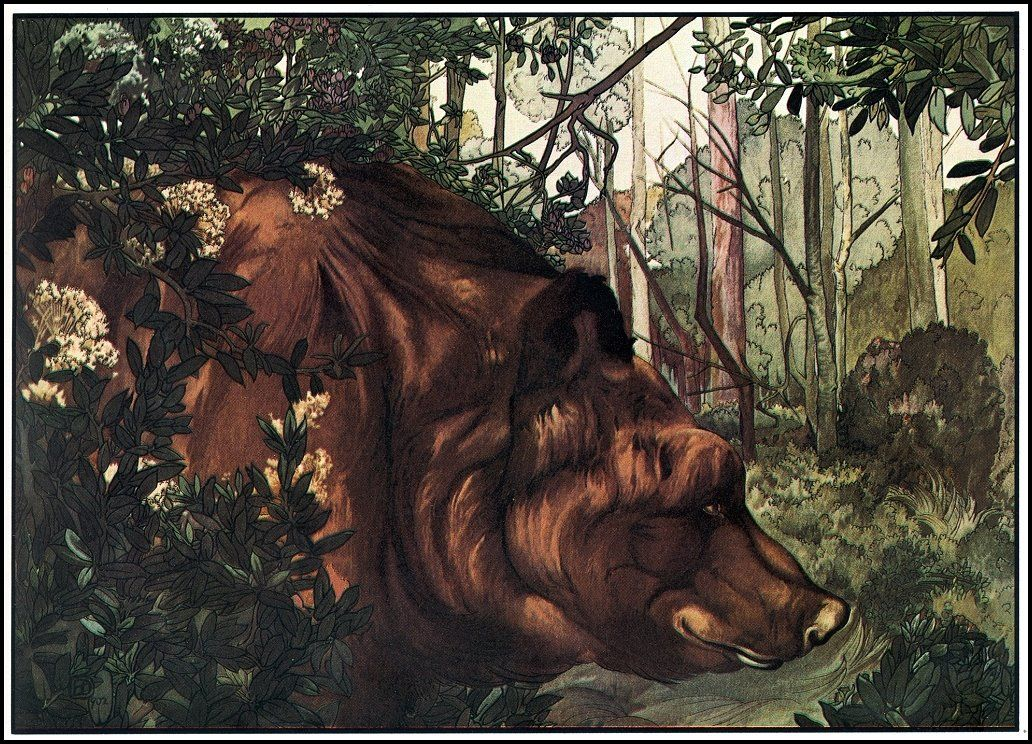
Baloo en la selva, Rudyard Kipling 1913.

El libro de la selva es, en realidad, una recopilación de cuentos. De cualquier forma, los primeros ocho son parte de una misma historia que comienza cuando un joven matrimonio pierde a su bebé en los bosques de la India mientras trataban de huir del ataque de Shere Khan (un enorme y feroz tigre de Bengala y el villano principal del libro). El bebé aparece en la cueva de una manada de lobos quienes lo salvan de las garras de Shere Khan. Raksha (la madre loba adoptiva) lo llama «Mowgli» —'la rana', dado que no tiene pelo—.
Mowgli es entonces presentado en el Consejo de la roca del congreso, máximo órgano deliberativo de la manada de lobos, para que sea reconocido como uno más de ellos. El Consejo es liderado por Akela, quien señala que, para aceptarlo como lobato al menos dos miembros que no sean de su familia adoptiva deben interceder por él, Baloo (un oso bezudo que enseña la ley de la selva) quien es el único que sin ser lobo es miembro del consejo habla a favor de Mowgli, y el segundo en hablar a su favor es Bagheera, la pantera, quien señala que aun sin ser miembro puede cumplir la ley de la manada ofreciendo a ésta un buey que acaba de matar. La manada acepta de buena gana el regalo y así Mowgli pasa a formar parte de la manada de lobos.
Como cualquier otro lobato, es instruido en la ley de la selva (un conjunto de seis artículos donde se presentan los principales valores que debe tener un lobo) por Baloo. Mowgli vive así diferentes historias que le hacen entender el verdadero valor de las leyes (sobre todo cuando se enfrenta a los Bandar-Log —el pueblo mono que no tiene ley—), de la amistad y, sobre todo, del trabajo en equipo.
Sin embargo, a medida que crece (y que sus amigos, como Akela, se vuelven más viejos), las diferencias entre Mowgli y los lobos se hacen más evidentes. Es aquí cuando el poder de Shere Khan se vuelve más fuerte. Mowgli es así expulsado de la manada, y se va a vivir a la aldea cercana, donde es puesto al cuidado de una familia a cuyo hijo presuntamente se lo llevó el tigre y que en ese momento tendría aproximadamente la edad de Mowgli. De cualquier forma, todavía tenía pendiente una tarea dentro de la selva: matar a Shere Khan, tal como lo había predicho Raksha cuando Mowgli no era más que un niño.
En la aldea, Nathoo (nombre del niño al que se llevó el tigre y por el que se conoce a Mowgli) se convierte en un pastor de búfalos, aunque no logra adaptarse completamente al estilo de vida, durmiendo en jaulas, e inventando historias de espíritus de la selva. Sin embargo, es este trabajo el que le provee de la herramienta adecuada para cumplir su tarea. Engañando a Shere Khan, con la ayuda de Akela y Hermano Gris (lobo hermano de Mowgli), logra que todo el rebaño de búfalos —liderado por Rama, el buey— aplaste, literalmente, al tigre en una estampida. Mientras intenta despellejar al tigre, aparece Buldeo, el principal cazador de la aldea y gran fabulador, que considera que la muerte del tigre ha sido un golpe de suerte y que la piel le pertenece por derecho. Mowgli, apoyado por los lobos, lo hace huir y termina su trabajo.
Al volver a la aldea, se encuentra con que Buldeo ha soliviantado a la gente en su contra, contando que el niño es un hombre-lobo, y que el mismo vio como se transformaba. Es rechazado a pedradas y al intentar defenderlo, Massua, su madre adoptiva, es herida levemente por una piedra. Mowgli lanza a los búfalos contra la muchedumbre y abandona definitivamente la aldea.
Esa misma noche, Mowgli cumple su palabra y baila sobre la piel de Shere Khan en la peña del consejo. Los lobos le ruegan que vuelva a la manada, pero los rechaza, como hicieron con él, y comunica que a partir de ese momento solo cazará con Akela y los hijos de Raksha, sus hermanos adoptivos. Posteriormente están las historias de Mowgli y Kaa teniendo un encuentro con una cobra albina que custodia un tesoro en las ruinas (guarida de los Bander-logs); un duelo entre los lobos y una manada de dholes; y Mowgli que al hacerse adulto se va a vivir con su madre biológica, se casa y tiene hijos.
En el octavo cuento concluye la historia de Mowgli, y al mismo tiempo, la unicidad de las historias. De aquí en adelante, todas son historias diferentes, con distintos personajes, y ni siquiera transcurren todas en la selva de Seeonee. Aparecen Kotick, la foca blanca, o Rikki-Tikki-Tavi, la mangosta.
La historia de Mowgli se verá ampliada con relatos ambientados antes y después de su salida de la manada en el segundo libro de "El libro de la selva". En ese volumen también se incluirán relatos no pertenecientes a la historia de Mowgli.

## Uso en el escultismo
El libro de la selva es usado como un marco de motivación para el lobatismo, más bien conocido como la Rama Lobatos; la rama usa esta obra como marco de motivación para que los dirigentes y guiadoras puedan mantener una comunicación estable con el mundo del niño.
De esta forma se le atribuyen distintos valores a cada uno de los animales de la selva, representados por los dirigentes y guiadoras, para transmitirlos de forma didáctica a niños y niñas.

## Derechos de autor
Todas las obras de Rudyard Kipling se encuentran en el dominio público dado que su autor falleció hace más de 70 años. De esta forma, El libro de la selva puede ser descargado legalmente en Internet. De cualquier forma, las traducciones o ediciones sí pueden estar regidas bajo el derecho de autor.

## Adaptaciones cinematográficas
- Las hermanas Korda realizaron a principios de los años 1940, con Zoltan Korda en la dirección, la película El libro de la selva, estrenada en 1942. La película no era fiel al texto de Kipling, pero conservó algunos de los elementos de este. Al igual que el libro de Kipling, la película de Zoltan Korda está en el dominio público y se encuentra en Internet Archive, donde puede ser vista en línea o descargada.[1]
- A mediados de los años 1960, Walt Disney llevó personalmente adelante el proyecto de crear la película El libro de la selva, una adaptación bastante libre de los relatos de Mowgli, estrenada en Estados Unidos en octubre de 1967, menos de un año después de la muerte de Disney en diciembre de 1966. Al tener un objetivo diferente —los espectadores infantiles: la obra de Kipling no está realmente dirigida a ellos—, la película presenta numerosas diferencias importantes con el libro.
- Walt Disney Pictures decidió hacer una nueva adaptación de la película de 1967, creando El libro de la selva como una película de imagen real adaptando elementos de la película de animación, dirigida por Jon Favreau y estrenada en cines en abril de 2016. El filme conmemora el 150.° aniversario del nacimiento de su creador, el escritor Rudyard Kipling, y presenta varios cambios con la versión anterior, y en parte, también con la historia original.
- En 2018 Warner Bros. adaptó El libro de la selva con el título de Mowgli: Legend of the Jungle, protagonizada por Christian Bale, Cate Blanchett, Benedict Cumberbatch y Freida Pinto. La película pretende ser fiel al libro de cuentos original.